# Польська колода
Польська колода (пол. karty polskie) — варіант німецької колоди, що колись побутувала на землях першої Речі Посполитої. Складалась із 36 карт. Карти такого типу з'явилися в Польщі в XV столітті. Були витіснені інтернаціональною французькою колодою в XIX столітті.

## Масті
Чотири масті мали такі назви: вино (замість французької піки), чирва, жир (замість французьких хрестів), дзвінка.

Вино
Чирва
Жир
Дзвінка

## Карти

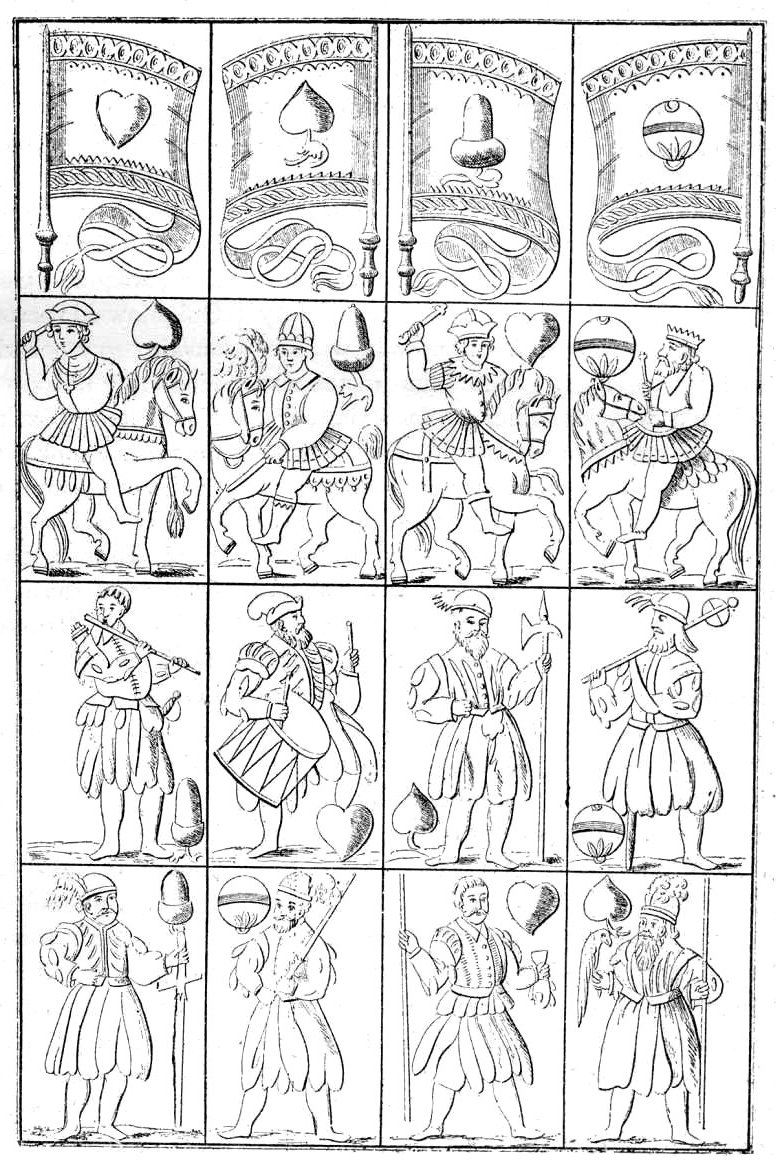
Польська колода зразка XVI сторіччя.

Колода мала такі старші карти: король, вишник (замість дами), нижник (замість валета), кралька (десятка).

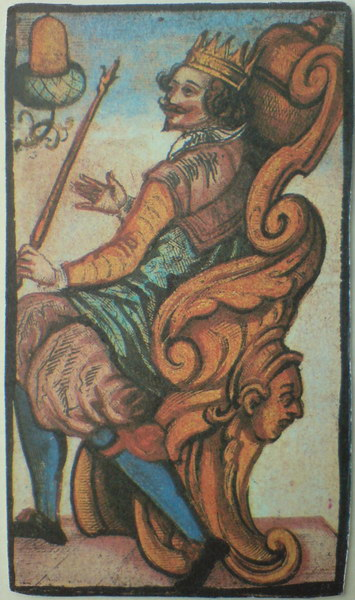
Король
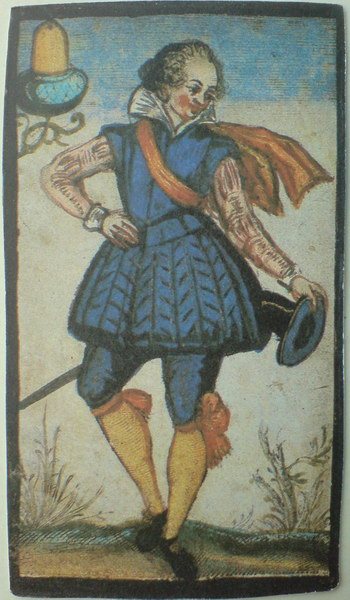
Вишник
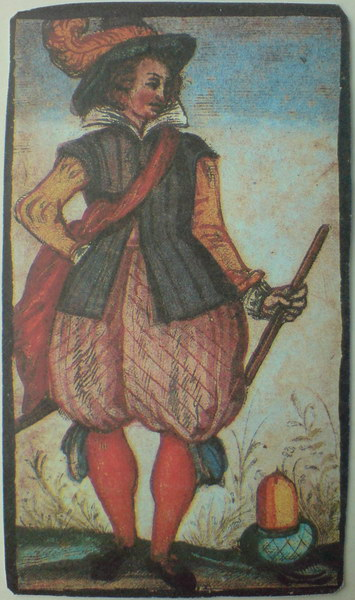
Нижник
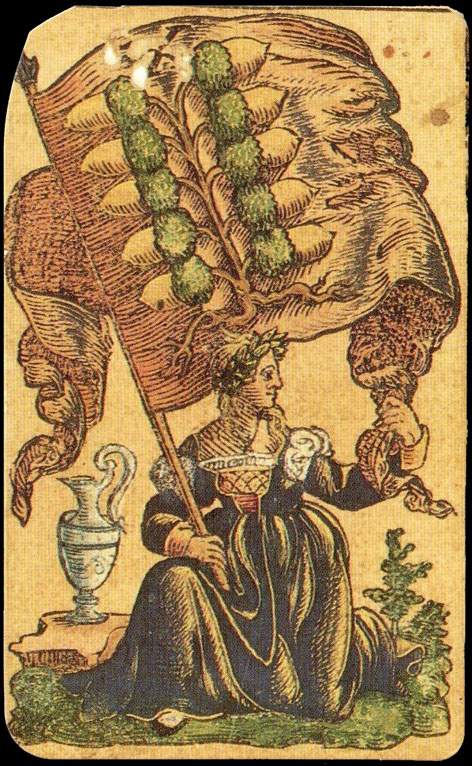
Кралька